# Évian-les-Bains
Évian-les-Bains is een gemeente in het Franse departement Haute-Savoie in de regio Auvergne-Rhône-Alpes. De plaats maakt deel uit van het arrondissement Thonon-les-Bains. Évian-les-Bains telde op 1 januari 2022 9.224 inwoners.
De plaats heeft minerale waterbronnen, bekend onder het merk Evian.
Na lange onderhandelingen in Évian ondertekende Charles de Gaulle hier op 18 maart 1962 de Verdragen van Évian, waarmee Algerije zijn zelfbeschikkingsrecht verkreeg en op korte termijn onafhankelijk van Frankrijk werd.

## Geografie
De gemeente ligt aan de zuidelijke, Franse oever van het Meer van Genève. De oppervlakte van Évian-les-Bains bedroeg op 1 januari 2022 4,29 vierkante kilometer; de bevolkingsdichtheid was toen 2.150,1 inwoners per km².

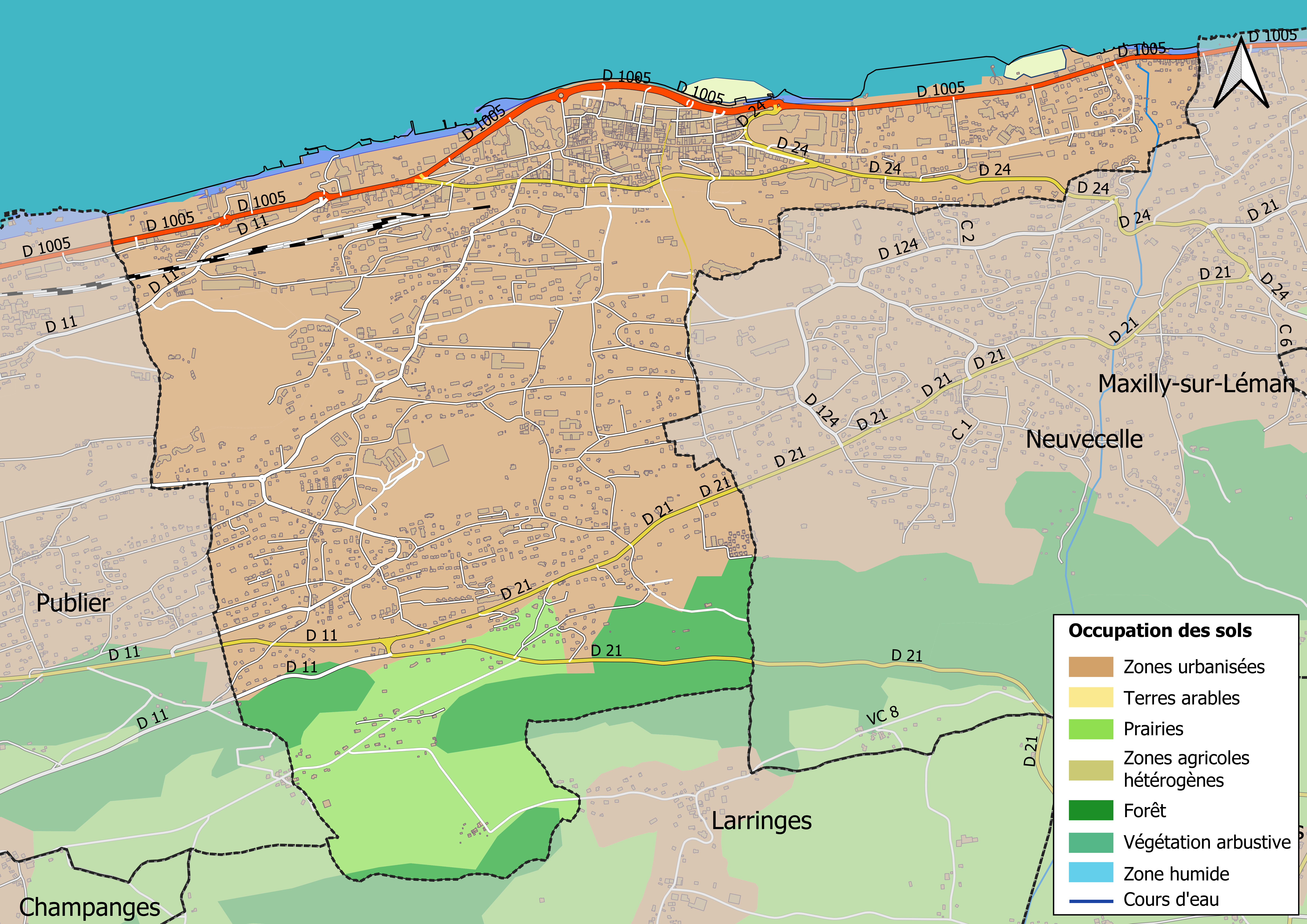
Kaart van de gemeente met de belangrijkste infrastructuur, bodemgebruik en omliggende gemeenten

## Verkeer en vervoer
In de gemeente ligt het spoorwegstation Évian-les-Bains.

## Demografie
Onderstaande figuur toont het verloop van het inwonertal (bron: INSEE-tellingen).

## Sport
Évian-les-Bains is 15 keer etappeplaats geweest in de wielerkoers Ronde van Frankrijk. In 2000 startte er voor het laatst een etappe.

## Geboren
- Gilles Jacquier (1968-2012), Frans journalist

## Afbeeldingen

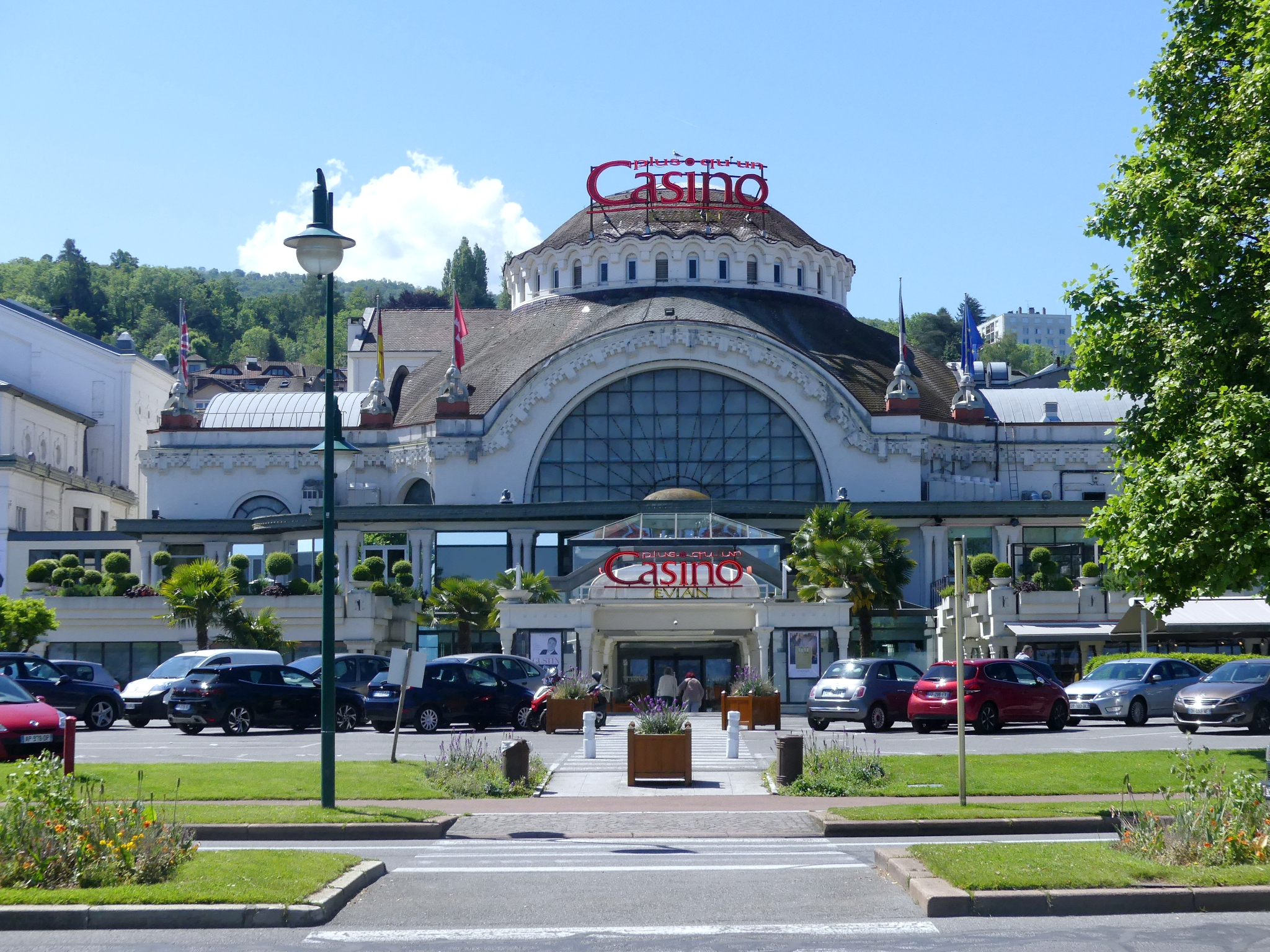
Casino
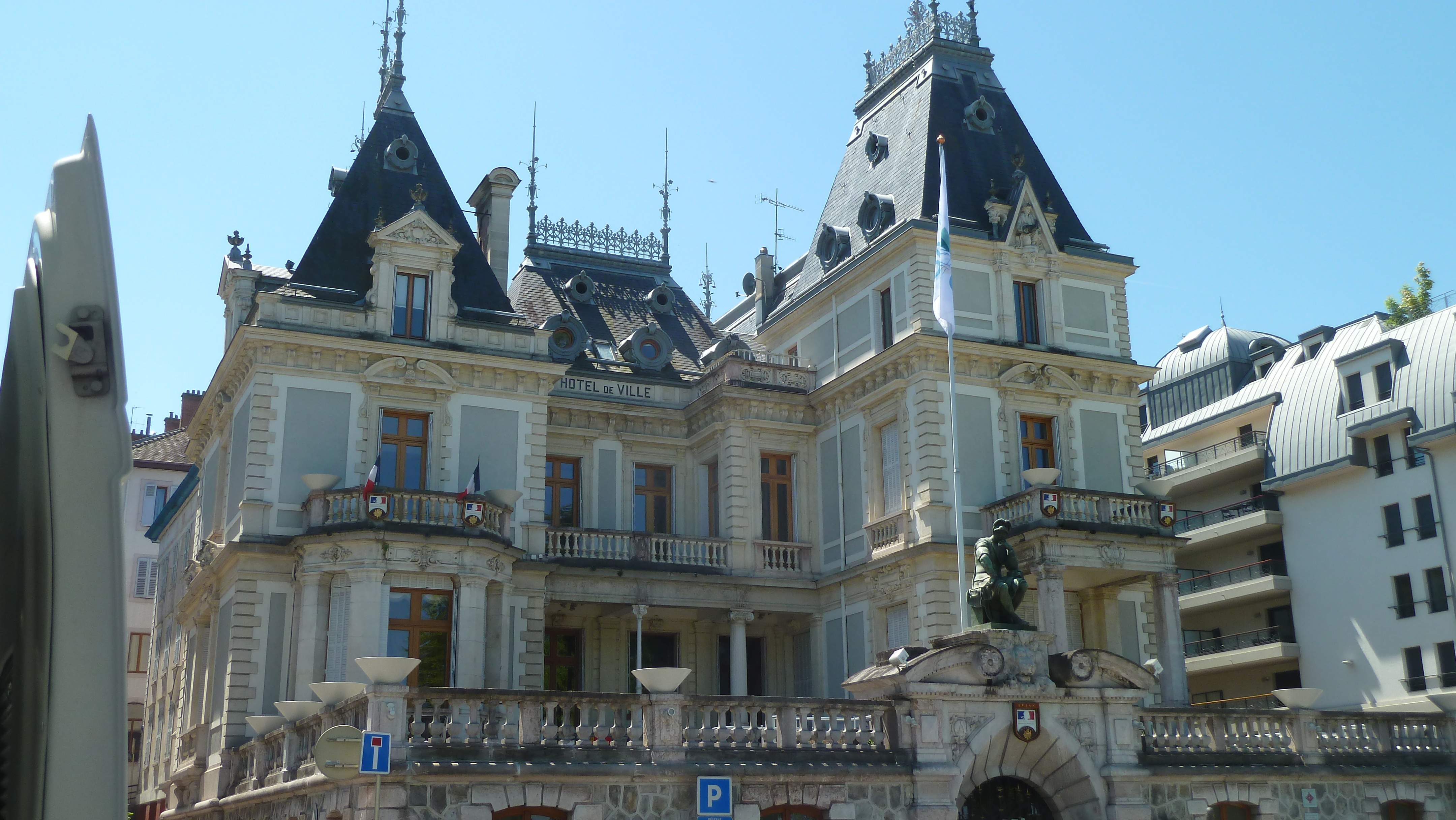
Gemeentehuis